# ان‌جی‌سی ۵۰۱۱
ان‌جی‌سی ۵۰۱۱ (انگلیسی: NGC 5011) یک کهکشان بیضوی در صورت فلکی قنطورس است. این کهکشان در ۳ ژوئن ۱۸۳۴ توسط جان هرشل کشف شد.